# ピクサー・プレイタイム
『ピクサー・プレイタイム』(Pixar Playtime)は、2018年から2020年まで東京ディズニーシーで毎年開催されている冬のスペシャルイベントの名称。

## 概要
ピクサー・アニメーション・スタジオ製作の映画の世界を楽しめるイベントである。
東京ディズニーシー内のあちこちでエンターテインメント・プログラムが繰り広げられ、ゲームブースにもある体験型のデコレーションも設置されている。また、2018年ではイベント開催時点では日本公開前となる映画『リメンバー・ミー』のキャラクターの参加や、商品アートに登場しており、東京ディズニーリゾートとしても異例となっている。 
東京ディズニーシー全体をボードゲームに見立てた飾り付けが行われている。

## 2018年
2018年1月11日から同年3月19日まで開催された。

### ピクサー・プレイタイム・パルズ
ゲスト参加型のショーで、手遊びや立ち上がってエクササイズを行う。
『トイ・ストーリー』シリーズ
会場を4つのブロックに分け、ウッディ、バズ、ジェシー、ブルズアイがそれぞれのブロックのチームリーダーとなる。ゲストはチームリーダーを応援するポーズを行う。
『Mr.インクレディブル』
Mr.インクレディブルに合わせて、立ち上がってエクササイズを行う。
『ファインディング・ニモ』シリーズ
透明なビーチボール状の中に入ったニモ、マーリン、ハンクといったニモの仲間たちがゲストの鑑賞エリアに投げ込まれ、ゲストは「イソギンチャクの家」へニモとマーリンを戻すのを手伝う。
3つのゲームをクリアするとピクサーのキャラクターたちが登場しグリーティングを行う。
運営状況により鑑賞エリアの一部が入れ替え制となる場合がある。
公演情報
- 公演回数 - 1日2-3回
- 公演時間 - 約25分
- 公演場所 - メディテレーニアンハーバー（ピアッツァ・トポリーノ）
- 出演者数 - 38名

登場キャラクター
キャラクター名の後ろに(初)と記述してあるキャラクターは東京ディズニーリゾート初登場。
トイ・ストーリーシリーズ
ウッディ・プライド、バズ・ライトイヤー、ジェシー、ブルズアイ、ロッツォ・バグベア(初)
Mr.インクレディブル
Mr.インクレディブル、Mrs.インクレディブル
モンスターズ・インク
マイク・ワゾウスキ、ジェームズ・P・サリバン
レミーのおいしいレストラン
レミー(初)
カールじいさんの空飛ぶ家
カール・フレドリクセン、ラッセル・キム、ダグ(初)
メリダとおそろしの森
メリダ(初)
インサイド・ヘッド
ヨロコビ(初)、カナシミ(初)

### ライトニング・マックィーン・ヴィクトリーラップ
ライトニング・マックィーンのグリーティング・ドライブがアメリカンウォーターフロントのニューヨークエリアで開催される。
ゲストの参加も可能で、フラッグを持ってライトニング・マックィーンと一緒にコースを練り歩く。ショーの参加には1人1枚の整理券が必要となり、開園時間から先着順で配布される。
整理券の入手には当日の入園に使用したパークチケットが必要となる。(グループで参加する人は参加者全員で並ぶ必要がある。)
公演情報
- 公演回数 - 1日3-4回
- 公演時間 - 約20分
- 公演場所 - アメリカンウォーターフロント (ニューヨークエリア)

登場キャラクター
- ライトニング・マックィーン

### レミーの"誰でも名シェフ"
映画『レミーのおいしいレストラン』のエンディングにオープンしていたフレンチレストラン「ラタトゥーユ」の出張店舗がザンビーニ・ブラザーズ・リストランテ前にオープンしたという設定で繰り広げられる。
シェフのレミーの到着が遅れているため、先行して到着していたウェイターが観客からオーダーを受け、見習いシェフ2人で作り始めるが、大失敗になってしまう。到着したレミーたちは、ゲストや仲間とのチームワークで料理することを提案し、シェフ、観客、見習いとが力を合わせて料理を作り上げる。
公演情報
- 公演回数 - 1日2-4回
- 公演時間 - 約20分
- 公演場所 - メディテレーニアンハーバー(「ザンビーニ・ブラザーズ・リストランテ」前)

登場キャラクター
- レミー

### ピクサー・パルズ・スチーマー
トランジットスチーマーラインに乗ったピクサーのキャラクターたちが東京ディズニーシーの水上を一周するグリーティングショー。
公演情報
- 公演回数 - 1日2-3回
- 公演時間 - 約20分
- 公演場所 - 東京ディズニーシーの水上

登場キャラクター
トイ・ストーリーシリーズ
ウッディ・プライド、バズ・ライトイヤー、ジェシー、ロッツォ・バグベア
モンスターズ・インク
マイク・ワゾウスキ、ジェームズ・P・サリバン、CDA（子供検疫局）複数

### ゲームブース
園内の数か所に体験型デコレーションとしてゲームブースが設置される。
ウォーターフロントパークには地面にボードゲームのマス目をイメージしたデコレーションが施され、ボードゲームのコマを模したようなピクサー映画のキャラクターのコマのデコレーションも設置されている。
Pit Stop
ウォーターフロントパーク。『カーズ』をテーマにし、タイヤ交換を手伝う。
SPELLING TOSS
ウォーターフロントパーク。『トイ・ストーリー』をテーマとし、指定された3文字のマスに輪投げを行う。
ANYONE CAN COOK
ハイタイド・トリート近くのメディテレーニアンハーバー。『レミーのおいしいレストラン』をテーマにし、型がくり抜かれた鍋に野菜のプレートをはめ込む。
ADVENTURE IS OUT THERE !
ハンガーステージ近くのロストリバーデルタ。『カールじいさんの空飛ぶ家』をテーマとし、ハンドルを左右に動かすことで、転がるボールを上から下の穴まで落とさずに移動させる。

### その他
ミゲルズ・エルドラド・キャンティーナ
ロストリバーデルタのレストラン。
「ミゲル」つながりで、映画『リメンバー・ミー』をイメージしたスペシャルメニュー、スーベニアグッズの提供、店内外の装飾が行われている。
笑顔シール
マップやパーク情報が記載されている「Today」に書かれているエリアごとの合言葉をゲームの案内人キャストに伝えると、ピクサーの仲間たちの「笑顔シール」をもらうことができる。

## 2019年
2019年1月11日から同年3月25日まで開催される。同年1月10日は報道向けのプレビューが開催された。

### ピクサー・プレイタイム・パルズ (2019)
『Mr.インクレディブル』シリーズよりエドナ・モードが登場する。東京ディズニーリゾートへの登場は初めてとなる。
2018年からの変更点は以下の通り。
- 『Mr.インクレディブル』のエクササイズを邪魔するヴィランが、シンドロームのオムニロイドからスクリーンスレイヴァーがジャックした催眠画面に変更[7]。
- 巨大化したジャック・ジャックが登場する。巨大化したジャック・ジャックを元に戻すため「ヒーローリラクゼーション」を行う[7]。
- 透明なビーチボール状の中に入ったニモたちは2018年同様だが投げ込まれるのではなく、ゲストは「海流」役となってニモたちのバルーンを手渡しで運ぶ[7]。バルーンのエイ先生も登場する。
- エドナ・モードが登場する[6]。

### ライトニング・マックィーン・ヴィクトリーラップ (2019)
2018年からの変更点は以下の通り。
- ポールの先にミニサイズのメーター、グイド、ルイジ、クルーズ・ラミレスが取りつけられ、登場する。
- 参加は整理券方式ではなく、その場で出演者（ダンサー）から声をかけられた者が参加できる。
- スピーカーユニットが2台に増え、パレードの先頭と後方に配置される。
- ピットストップ中の音楽など、使用されている楽曲が一部変更となっている。

### レミーの"誰でも名シェフ" (2019)
終盤、レミーの台詞が追加された。

### ピクサー・パルズ・スチーマー (2019)
2018年に同じ。

### ゲームブース (2019)
2018年に同じ。

### その他 (2019)
体験型フォトスポット
- 巨大なジャック・ジャック（『Mr.インクレディブル』）のフォトスポット - アメリカン・ウォーターフロント
- 絵を合わせると音が鳴るニモ&フレンズのフォトスポット - ポートディスカバリー
- 『リメンバー・ミー』のフォトスポット - ロストリバーデルタ

“ピクサー・プレイタイム”いっしょにチャレンジ!
キッズ向けの体験プログラム。パークで配布される冊子「Today」に挟みこまれており、ピクサー映画やパークに関するクイズ、ミッションが書かれている。キャストに合言葉をかけて指定された「ミッション」をクリアするごとに、ピクサーキャラクターが描かれたオリジナルシールがもらえる。

## 2020年
2020年1月10日から同年3月19日まで開催が予定されていたが、新型コロナウイルス感染症の影響による臨時休園のため同年2月28日までの開催となった。

### ピクサー・プレイタイム・パルズ（2020）
ゲスト参加型のショーで、手遊びや立ち上がってエクササイズを行う。
2018年からの変更点は以下の通り。
- 出演キャラクターにボー・ピープが追加。前年まで出演していたブルズアイは出演はなし。

鑑賞方法
- 公演1回目はすべての鑑賞エリアで先着順の案内。
- 公演2回目以降は、一部の鑑賞エリアで抽選が必要。運営状況によっては抽選を行わず、先着順の案内となる場合がある。

### ライトニング・マックィーン・ヴィクトリーラップ（2020）
2019年に同じ。

### レミーの"誰でも名シェフ"（2020）
2019年に同じ。

### ピクサー・パルズ・スチーマー（2020）
トランジットスチーマーラインに乗ったピクサーのキャラクターたちが東京ディズニーシーの水上を一周するグリーティングショー。アトモスフィア・エンターテイメント扱いとなる。
公演情報
- 公演時間 - 約20分
- 公演場所 - 東京ディズニーシーの水上

### 東京ディズニーシー・マリタイムバンド（2020）
ピクサー・プレイタイム期間限定バージョンで公演。
公演情報
- 公演時間 - 約20分
- 公演場所 - ウォーターフロントパーク

### デコレーション
パーク全体をボードゲームになるようなデコレーションを設置。園内の数か所に体験型デコレーションとしてゲームブースやフォトロケーションが設置される。